# Bíró József (színművész, 1932)
Bíró József (Mezőkövesd, 1932. június 3. –) magyar színész.

## Életpályája
Mezőkövesden született, Bíró András és Takács Mária fiaként, majd 1946-tól Solymáron élt, ahova a családját költöztették, az ottani svábok egy részének kitelepítése után. Ott kötött házasságot is, már mint színművész, 1955. május 21-én, egy évvel ez után, hogy 1954-ben végzett a Színház- és Filmművészeti Főiskolán. Diplomázását követően a Békéscsabai Jókai Színház tagja lett, majd 1957-ben a Magyar Néphadsereg Művészegyütteséhez szerződött. Hatéves tagság után, 1963-ban újra a békéscsabai Jókai Színházhoz szerződött. 1966-tól 1970-ig az Állami Déryné Színház, 1970 és 1992 között pedig a Budapesti Gyermekszínház és az Arany János Színház tagja volt. 1992-ben nyugdíjba vonult, attól fogva főleg költészettel foglalkozott, és szerzői-előadói esteket tartott műveiből.

## Színpadi szerepei
- Tersánszky Józsi Jenő: Kakuk Marci....Kakukk Marci
- Szigligeti Ede: Liliomfi....Liliomfi
- Hubay Miklós-Vas István- Ránki György: Egy szerelem három éjszakája....Bálint
- Charles Dickens: Karácsonyi ének....Scrooge
- Jules Verne: A tizenötéves kapitány....Negoro
- Vaszy Viktor- Dékány András - Baróti Géza: Dankó Pista....Dankó Pista
- Carlo Collodi: Pinokkió....Gepetto
- Georg Büchner: Woyzeck(wd)....Doktor
- Anton Pavlovics Csehov: Ványa bácsi....Alekszandr Szerebrjakov
- Kárpáti Péter: Tóthferi....Atyám Teremtőm
- Visky András: Tanítványok....Tádé
- William Shakespeare: Szentivánéji álom....Philostrat
- Bródy Sándor: A tanítónő....Lovászinas
- Sarkadi Imre: Szeptember....Pali
- Móricz Zsigmond: Nem élhetek muzsikaszó nélkül....Gergő, kocsis
- Alekszej Nyikolajevics Arbuzov: Második szerelem....Grisenkó
- Alekszandre Dumas: A kaméliás hölgy....Gustave
- Petőfi Sándor–Kacsóh Pongrác: János vitéz....2. gazda
- Babay József: Három szegény szabólegény....Posztó Márton
- Mona Brand: Fejvadászok....Roderick Howard
- Kálmán Imre: Csárdáskirálynő....Mérő, ügyvéd
- Csizmarek Mátyás: Bújócska....Gönczöl Feri
- Katona József: Bánk bán....Simon bán

## Színműve
- Nem mindennapi szerelem - zenés vígjáték (zeneszerző Gömöri Gyula)

## Filmjei

### Portréfilm
- „Akik kimaradtak a szereposztásból” (színészportré többek között Bíró Józsefről is) (1977)

### Játékfilmek
- Fehér sereg (1971)
- Padureanca (1987)
- Kínai védelem (1999)
- Szép halál volt (2002)
- Fény hull arcodra (2002)
- Végtelen percek (2011)

### Tévéfilmek
- A Sipsirica (1980)
- Három szabólegények (1982)
- Fürkész történetei (1983)
- Kisváros (1999)
- Mátyás, a sosem volt királyfi (2006)

## Megjelent verskötete
- Maszk nélkül - Álarcban (2007)